# Piorunów
Piorunów [pronunciación en polaco: /pjɔˈrunuf/] Es un pueblo en el distrito administrativo de Gmina Wodzierady, dentro del Distrito de Łask, Voivodato de Łódź, en Polonia central. Se encuentra aproximadamente a 8 kilómetros al noroeste de Wodzierady, a 21 kilómetros al norte de Łask, y a 28 kilómetros al oeste de la capital regional Łódź.